# Лидаво
Лидаво (укр. Лідаво; до 2012 года — Лидава) — село в Здолбицкой сельской общине Ровненского района Ровненской области Украины.
До 2020 года входило в Здолбуновский район.
Население по переписи 2001 года составляло 376 человек. Почтовый индекс — 35715. Телефонный код — 3652. Код КОАТУУ — 5622687606.